# Binsfeld (Weiswampach)
Binsfeld (luxemburgisch Bënzeltⓘ) ist ein Ortsteil der luxemburgischen Gemeinde Weiswampach.
Binsfeld liegt in den luxemburgischen Ardennen im Ösling im nördlichsten Zipfel des Landes.
Der Ort hatte im Jahr 2021 314 Einwohner.

## Geschichte
Zu Beginn der 1970er Jahre wurde in Binsfeld ein römisches Brandgräberfeld entdeckt; der Ort war damals offenbar bereits besiedelt (siehe auch Geschichte Luxemburgs#Vorgeschichte und Römer).

## Kirche
Im 15. Jahrhundert wurde in Binsfeld eine Kapelle gebaut. Da die Bevölkerung im 19. Jahrhundert zunahm, wurde 1892 mit der Planung einer Kirche begonnen. Sie wurde im neugotischen Stil erbaut und am 20. Mai 1894 der Heiligen Dreifaltigkeit geweiht. Der erste Patron ist der Heilige Antonius, der zweite der Heilige Hubertus.

## Gewerbe etc.
Binsfeld ist ein bäuerlich geprägter Ort. Neben einigen kleineren Gewerbebetrieben gibt es dort eine Genossenschaft, ähnlich den Raiffeisenbanken in Deutschland, und eine große Bauunternehmung.
Seit August 2012 sind in Binsfeld fünf Windkraftanlagen (Enercon E-82) am Netz. Sie haben eine Gesamtleistung von 11,5 MW (5 mal 2,3 Megawatt) und produzieren jährlich etwa 22,9 GWh Strom.

## Museum
In einem alten Gehöft wurde 1971 das Museum "A Schiewesch" eingerichtet, welches anhand von Exponaten in 21 Räumen die Geschichte der Landbevölkerung in früheren Jahrhunderten erzählt. Vor wenigen Jahren wurde auch ein Trakt hergerichtet, der Schulklassen, aber auch Privatpersonen Unterkunft bietet. Eine Gastronomie ist auch vorhanden.

## Vereine
Gemeinsam mit dem wesentlich kleineren Nachbarort Holler gibt es einige Vereine, wie z. B. einen Chor und einen Theaterverein.